# Ostrinia sanguinealis
Ostrinia sanguinealis là một loài bướm đêm trong họ Crambidae.